# Tetracapsuloides bryosalmonae
Tetracapsuloides bryosalmonae é um animal parasita microscópico do filo Myxozoa, causador da doença renal proliferativa, uma da mais graves parasitoses do salmão, que atinge a Europa e a América do Norte.